# 致命車手 (電影)
《致命車手》（英語：Wheelman）是一部2017年美國動作驚悚片，由傑瑞米·拉許（Jeremy Rush）執導和編劇。電影主演包括法蘭克·葛里洛、蓋瑞特·狄拉漢特、凱特琳·卡麥克和溫蒂·摩妮茲。期劇情描述一名逃亡車手意識到自己陷入了兩面危機，並打算用計找出藏於幕後的真相。該片2017年10月20日在Netflix上發行。

## 劇情
故事敘述一名逃亡車手在試圖從一場失敗的搶案中脫身時，他接到一通神祕的電話，並被迫按照其指示行動，使得該車手必須運用自身智慧和技巧來脫困，同時也得找出背叛自己的人...。

## 演員
- 法蘭克·葛里洛飾演車手
- 蓋瑞特·狄拉漢特飾演克雷頓（Clayton）
- 凱特琳·卡麥克（英语：Caitlin Carmichael）飾演凱蒂（Katie）
- 溫蒂·摩妮茲（英语：Wendy Moniz）飾演潔西卡（Jessica）
- 斯萊恩（英语：Slaine (rapper)）飾演爵士兄（Jazz Handler）
- 謝伊·惠格姆飾演莫霍克人（Mohawk Man）

## 製作
2016年5月10日，據報導，法蘭克·葛里洛將在動作驚悚片《致命車手》中擔任主演，該片由傑瑞米·拉許執導和編劇，而葛里洛也會與喬·卡納汗及The Solution Entertainment Group的麥爾斯·奈斯特爾共同擔任監製。2016年5月17日，Netflix獲得了該片的全球發行權。
電影2016年9月12日在波士頓的海角堡開始進行主體拍攝，之後也在麻薩諸塞州勞倫斯取景拍攝。

## 發行
《致命車手》2017年10月20日在Netflix上發行。

### 評價
爛番茄根據12條評論，該片持有83%的新鮮度，平均得分為6.5／10。

## 外部連結
- 官方網站 （页面存档备份，存于）（英文）
- 互联网电影数据库（IMDb）上《致命車手》的资料（英文）